# Thermococcus hydrothermalis
Thermococcus hydrothermalis es una especie de arquea hipertermófila. Es estrictamente anaerobia, y sus células poseen forma de coco con diámetro de 0.8 a 2 μm. Su cepa tipo es AL662T. Fue aislado de una fuente hidrotermal en el Dorsal del Pacífico Oriental. Esta especie es notable por su α-glucosidasa, que es capaz de funcionar a una temperatura optimal de 110 °C.

## Otras lecuras
- Lattuati A; Guezennec J; Metzger P; Largeau C (1998). «Lipids of Thermococcus hydrothermalis, an archaea isolated from a deep-sea hydrothermal vent.». Lipids 33 (3): 319-26. PMID 9560807. doi:10.1007/s11745-998-0211-0.
- Erra-Pujada, Marta, et al. "The type II pullulanase of Thermococcus hydrothermalis: molecular characterization of the gene and expression of the catalytic domain." Journal of bacteriology 181.10 (1999): 3284-3287.
- Postec, Anne, et al. "Optimisation of growth conditions for continuous culture of the hyperthermophilic archaeon Thermococcus hydrothermalis and development of sulphur-free defined and minimal media." Research in microbiology 156.1 (2005): 82-87.
- Galichet, Arnaud; Belarbi, Abdel (1999). «Cloning of an α-glucosidase gene from Thermococcus hydrothermalis by functional complementation of a Saccharomyces cerevisiae mal11 mutant strain». FEBS Letters 458 (2): 188-192. ISSN 0014-5793. doi:10.1016/S0014-5793(99)01155-2.

- Godany, Andrej; Majzlova, Katarina; Viera, Horvathova; Vidova, Barbora; Janecek, Stefan (junio de 2010). «Tyrosine 39 of GH13 alpha-amylase from Thermococcus hydrothermalis contributes to its thermostability». Biologia (Bratislava) 65 (3): 408-415. doi:10.2478/s11756-010-0030-x. Consultado el 13 de noviembre de 2014. (enlace roto disponible en Internet Archive; véase el historial, la primera versión y la última).